# Palimpsest
Palimpsest je stran rokopisa, bodisi iz zvitka ali knjige, s katere je bilo besedilo spraskano ali sprano, da jo je bilo mogoče uporabiti za nov zapis. Razloga za to sta bila visoka cena pergamenta in drugih podlag za pisanje in gospodarnost, da se je ponovno uporabilo vse, kar je bilo mogoče. V pogovorni rabi se izraz palimpsest uporablja tudi v arhitekturi, arheologiji  in geomorfologiji za označevanje predmetov, ki so bili narejeni za nek namen in kasneje ponovno uporabljeni za nekaj drugega. Primer so medeninaste spominske plošče, ki so jih na gladki hrbtni strani na novo vklesali.

## Etimologija
Beseda palimpsest izhaja iz latinske besede palimpsestus, ta pa iz starogrške besede  starogrško παλίμψηστος: palímpsestos, (ponovno) spraskano ali postrgano. Grški izraz je sestavljen iz  besed starogrško ψάω: psáo, ostrgati) in starogrško πάλιν: pálin, ponovno), se pravi  »ostrgano za ponovno rabo«. Rimljani so pisali na povoščene tablice, na katerih so zlahka zgladili besedilo in preko njega napisali novo. Takšno prakso potrjuje   Cicerova raba izraza palimpsest.

## Priprava
Pergament, izdelan iz živalskih kož, je veliko bolj trajen od papirja ali papirusa, zato je večina znanih palimpsestov ravno iz pergamenta. V zahodni Evropi je bil pergament priljubljen zlasti po 6. stoletju. V predelih, kjer se je za pisanje uporabljal predvsem papirus, je bila ponovna uporaba popisanih medijev manj pogosta, predvsem zato, ker je bil cenejši in ničvreden v primerjavi s pergamentom. Ohranjenih je tudi nekaj papirusnih palimpsestov, s katerih so prvotno besedilo sprali.
S pergamenta so besedilo sprali z mlekom in ovsenimi otrobi. Sčasoma so se na njem pojavili ostanki prvotnega pisanja, kar je znanstvenikom omogočilo razbrati prvotno besedilo, imenovano scriptio inferior (spodnje besedilo) in ga razvozlati. V poznem srednjem veku so besedilo  običajno ostrugali z uprašenim plovcem, s čimer se je nepovratno izgubilo. Najbolj dragoceni so palimpsesti, prepisani v zgodnjem srednjem veku.
Srednjeveški kodeksi so bili izdelani iz prepognjenih in vezanih ali sešitih listov pergamenta, podobno kot časopis, zato teče novo besedilo praviloma pravokotno na prvotno  besedilo. 

## Razbiranje besedila
Za razbiranje slabo berljivih besedil so si do 20. stoletja pomagali samo z vidom. V 19. stoletju so učenjaki uporabljali tudi kemična sredstva, ki so bila pogosto zelo destruktivna. Mednje sta spadala na primer galova tinktura in kasneje amonijev hidrogen sulfat ((NH4)HSO4). Sodobne metode v ta namen uporabljajo manj destruktivne metode, na primer fotografijo in ultravijolično svetlobo.
Razbiranje nečitljivih besedil je omogočila digitalizacija.  Fotografije,  posnete v različnih svetlobnih spektrih (multispektralno filmanje), lahko povečajo  kontrast zbledelega črnila na pergamentu do te mere, da je berljivo s prostim očesom pri normalni svetlobi.  S to metodo so znanstveniki na Rochester Institute of Technology in Univerzi  Johnsa Hopkinsa  restavrirali večino (verjetno več kot 80%) prvotnega besedila Arhimedovega palimpsesta.  V Walters Art Museum, kjer je  Arhimedov palimpsest trenutno shranjen, poskušajo z eksperimentalnimi metodami rekonstruirati tudi preostali del besedila, ki ga zakrivajo  ikone. Za eno od najbolj uspešnih tehnik za branje skozi poslikavo se je izkazala rentgenska fluorescenca, s katero postanejo vidni sledovi železa v črnilu.  Znanstveniki povsod po svetu trenutno uporabljajo tehnike, ki so jih razvili za restavriranje Arhimedovega palimpsesta. Na ta način so preučili več kot sto palimpsestov s knjižnice samostana Svete Katarine na Sinaju.

## Izvirna besedila
Veliko antičnih del je ohranjenih samo v palimpsestih. Že popisani stari pergamenti so se ponovno uporabili  predvsem zaradi draginje in  visokih  cen pergamenta. Poraba starih kodeksov je sčasoma postala tako velika, da je sinodski dekret iz leta 691 skiptorijem in cerkvenim očetom prepovedal njihovo uničevanje. Izjeme so bili nepopolni in poškodovani spisi. Zaradi dekreta se je povečalo povpraševanje po pergamentu, na katerem so bili posvetna besedila. Po iznajdbi papirja je trgovanje s pergamentom začelo usihati, zato se je poraba  že rabljenega  pergamenta še povečala. 
Za nastanek palimpsestov so poleg gospodarskih pomembni tudi kulturni vidiki, ker  so potrebe  po novih besedilih v nekaterih središčih presegle razpoložljivost pergamenta, in duhovni vidiki, da se poganska besedila, ki so bila očitno nepomembna, prekrijejo z Božjo besedo. 
Najpogosteje so se brisala zastarela pravna in liturgična besedila, ki so za zgodovinarje včasih najbolj zanimiva. Po objavi Hieronimove Vulgate so zastareli tudi zgodnji latinski prevodi Biblije. Nepomembna so postala besedila v tujih jezikih in tujih pisavah,  ki so sčasoma postala neberljiva, poškodovani ali nepopolni kodeksi in nevarna heretična besedila, za katera so obstajali tehtni verski in politični razlogi, da se uničijo. Njihova ponovna uporaba je bila vsekakor manj uničujoča kot  sežiganje.
Najbolj dragoceni latinski palimpsesti so v kodeksih iz 7. do 9. stoletja, za katere so se uporabili veliki  foliji. Na splošno velja, da noben palimpsest ne vsebuje celotnega izvirnega besedila, ampak dele več izvirnih besedil. Izjema je Arhimedov palimpsest. Zgodnji srednjeveški pismouki pri oskrbovanju s pergamentom očitno niso bili izbirčni in so uporabili vse, kar je bilo pri roki. 

## Znameniti palimpsesti
- Najbolj znan palimpsest sta leta  1816 odkrila  Niebuhr in  Savigny v knjižnici veronske stolnice. Pod besedilom sv. Hieronima in Genadija Konstantinopelskega je skoraj popolno besedilo Gajevih Institucij, verjetno prvega učbenika rimskega prava.[4]
- Efremov kodeks (Codex Ephraemi Rescriptus) iz  Bibliothèque Nationale de France v Parizu. V njem so deli Stare in Nove zaveze v grškem jeziku, napisane verjetno v 5. stoletju. Nad njimi so dela Efrema Sirskega iz 12. atoletja.
- Sanski palimpsest, odkrit v Veliki mošeji v Sani, je eden od najstarejših obstoječih koranskih rokopisov. Napisan je bil verjetno v prvih petnajst letih po smrti preroka Mohameda.  Besedilo se razlikuje od standardnega koranskega besedila in je zato pomemben pisen dokaz, da je obstajalo več različic Korana.[5]
- Med sirskimi rokopisi, najdenimi v Wádí an-Natrúnu v Egiptu, ki jih hrani Britanski muzej v Londonu, so pomembna grška besedila (Add. Ms. 17212) s sirskimi prevodi homilij Janeza Zlatoustega iz 9./10. stoletja. Pod njimi je latinska pravopisna razprava iz 6. stoletja.
- Codex Nitriensis iz Britanskega muzeja vsebuje delo Severja Antioškega z začetka 9. stoletja. Napisano je preko rokopisov Iliade in Lukovega evangelija, obojih iz 6. stoletja, in Evklidovih Elementov iz 8. ali 8. stoletja.
- Dvojni palimpsest iz Britanskega muzeja, v katerem so besedila Janeza Zlatoustega iz 9. ali 10. stoletja, napisana v sirščini. Spodnje besedilo je latinska slovnična razprava iz 6. stoletja. Pod njo so latinski letopisi zgodovinarja Granija Licinijana iz 5. stoletja.
- Edini znani hiper palimpsest je Novgorodski kodeks, v katerem je pustilo sledove verjetno več sto izvirnih besedil. Napisan je na hrbtni strani stene iz voščenih tablic.
- Plavt iz Ambrozijanske knjižnice v Milanu iz 4. ali 5. stoletja, pisan v rustikalni kapitali, preko katerega so bili v 9. stoletju napisani deli Biblije.
- Cicerova De Republica iz 4. stoletja, pisana v unicijali, je edina ohranjena kopija njegovega dela. Preko nje je bila v 7. stoletju napisana Knjiga psalmov sv. Avguština. Palimpsest je v shranjen v Vatikanski knjižnici.
- Senekovo delo O vzdrževanju prijateljstva. Edini ohranjeni odlomek je pod besedilom Stare zaveze iz poznega 6. stoletja.
- Torinski Codex Theodosianus iz 5. ali 6. stoletja.
- Veronski Fasti Consulares iz leta 486.
- Wolfenbüttelski Codex Guelferbytanus A.
- Vatikanski Arijanski fragment iz 5. stoletja.
- Pisma Marka Kornelija Frontona, preko katerih so napisani akti Kalcedonskega koncila.
- Arhimedov palimpsest, prepis razprav velikega starogrškega učenjaka Arhimeda iz Sirakuz iz 10. stoletja, preko katerih so bila v 12. stoletju napisana liturgična besedila.
- Sirski Sinaitik, najstarejši sirski prepis psalmov iz 4. stoletja.
- Edina kopija grškega  slovničnega besedila, ki ga je v 2. stoletju  sestavil slovničar Elij Herodijan za cesarja Marka Avrelija. Shranjen je v  Österreichische Nationalbibliothek na Dunaju.
- Zakintski kodeks je grški palimpsest z odlomki Evangelija po Luku. Odkril ga je general Colin Macaulay na otoku Zakintos, razvozlal, prepisal in uredil pa britanski teolog Samuel Prideaux Tregelles.
- Dublinski kodeks iz Trinity College Library v Dublinu (Kodeks Z) z Evangelijem po Mateju. Tudi tega je razvozlal Tregelles.
- Codex Guelferbytanus 64 Weissenburgensis z razpravo Izidorja Seviljskega, je delno palimpsest.  Vsebuje dele starejših kodeksov Guelferbytanus A, Guelferbytanus B, Codex Carolinus  in več drugih besedil v grškem in latinskem jeziku.

## Raba v drugih disciplinah
Izraz palimpsest se uporablja tudi v drugih disciplinah: v antikvarstvu, arhitekturi, egiptologiji, forenziki, arheologiji,  glaciologiji, literaturi, literarni zgodovini in literarni teoriji, medicini, planetarni astronomiji in ne nazadnje tudi v računalništvu.  